# Sura al-Khalaʿ
Sura al-Khalaʿ (arab. سورة الخلع) – jedna z dwóch zaginionych sur, które miały się pierwotnie znajdować w jednym z pierwszych egzemplarzy Koranu. Drugą jest Sura al-Hafd.